# Giorno dell'indipendenza della Repubblica di Haiti
Il Giorno dell'indipendenza della Repubblica di Haiti (in creolo haitiano Jour de l'An) è la ricorrenza nazionale di Haiti.
Si celebra il 1º gennaio di ogni anno e commemora l'Atto di indipendenza di Haiti dalla Francia nel 1804.
L'Atto di indipendenza di Haiti, ex parte francese di Saint-Domingue, ha reso poi l'isola di Hispaniola il secondo Stato indipendente in America dopo gli Stati Uniti.
La Dichiarazione dell'indipendenza di Haiti venne proclamata nella piazza principale della città di Les Gonaïves da Jean-Jacques Dessalines a cui è stato dedicato in seguito l'inno nazionale haitiano.
La Dichiarazione reca un preambolo preceduto dalle parole La libertà o la morte, Esercito nativo Gonaives Prime nel mese di gennaio 1804, Anno I della Indipendenza: inizia così la lettura dell'Atto di indipendenza stessa.
Alla causa di indipendenza di Haiti, hanno contribuito varie personalità che hanno lottato per la libertà dell'isola come Toussaint Louverture o Jean-Jacques Dessalines.
Toussaint Louverture, che guidò la rivolta di Haiti contro i francesi, è considerato uno dei padri della nazione.
Con l'atto di indipendenza di Haiti termina la Rivoluzione haitiana, iniziata nel 1791.
Oggi Haiti, celebra l'indipendenza commemorando i suoi valori fondanti dell'indipendenza e della libertà e i suoi eroi nazionali, malgrado venga spesso colpita da calamità naturali.